# 卡爾·古斯塔夫·埃克曼
卡爾·古斯塔夫·埃克曼（瑞典語：Carl Gustaf Ekman，1872年10月6日—1945年6月15日） 瑞典政治家、国会议员（1911-1932）、无忧人民党领袖（1924-1932），两次担任瑞典首相（1926-1928、1930- 1932）。
埃克曼出生于西曼兰省蒙克托普（Munktorp），十二岁开始作为农场工人，1908年成为一家自由派报纸的总编辑，1911年当选为省议员，他是禁酒的主要倡导者。1913年当选斯德哥尔摩国会代表。1920年代成为瑞典最有影响力和最具争议的政治家。1924年埃克曼成为新成立的无忧人民党领袖，并在选举中获得国会绝对多数。桑德勒在1926年下台之后，埃克曼首次成为首相。1928年保守党在民意调查中赢得多数支持，他被迫放弃权力。1930年再次担任首相，面临全世界范围的经济危机，埃克曼的传统节俭的态度使得他难以接受将涉及庞大的公共支出的经济刺激计划。1932年国会选举前一个月因政治献金问题被迫辞职。他的无忧人民党也逐渐衰弱，两年后与自由党合并形成自由人民党（Folkpartiet）。

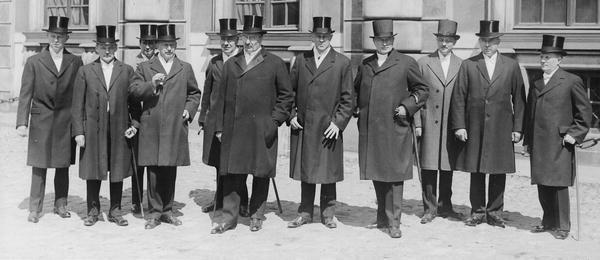
埃克曼的第二届政府

| 政党职务               | 政党职务                 | 政党职务               |
| ---------------------- | ------------------------ | ---------------------- |
| 前任： 政党组成        | 无忧人民党主席 1924–1932 | 繼任： 费利克斯·哈姆林 |
| 官衔                   |                          |                        |
| 前任： 理卡德·桑德勒   | 瑞典首相 1926–1928       | 繼任： 阿尔维德·林德曼 |
| 前任： 阿尔维德·林德曼 | 瑞典首相 1930–1932       | 繼任： 费利克斯·哈姆林 |